# Kilnaughton
Kilnaughton, schottisch-gälisch: Cill Neachdain für „Nechtans Kirche“, ist eine Ortschaft auf der schottischen Hebrideninsel Islay. Sie befindet sich an der Südküste der Insel im Nordosten der Halbinsel Oa an der Bucht Kilnaughton Bay. Der Name der Ortschaft leitet sich von der am Ufer befindlichen Kirche Cill Neachdain (Mechtan’s Church) ab.

## Beschreibung
Im Jahre 1841 bestand Kilnaughton nur aus einem Bauernhof, den eine fünfköpfige Familie bewohnte. Zwischenzeitlich hat sich Kilnaughton zu einer kleinen Streusiedlung mit wenigen Häusern entwickelt. Bei einer archäologischen Untersuchung des Gebietes von Kilnaughton wurden die Überreste eines Gebäudes gefunden, welches auf das 19. bis frühe 20. Jahrhundert datiert wird. Ältere Ruinen wurden nicht entdeckt. Bei Mechtan’s Church handelt es sich um eine denkmalgeschützte Ruine, die von einem Friedhof umgeben ist. Die ältesten Teile des Gebäudes stammen möglicherweise aus dem 13. Jahrhundert.
Nahe Kilnaughton existieren mehrere Höhlen. In einer vier Meter tiefen Höhle konnte eine langjährige Bewohnung festgestellt werden. So wurden verschiedene Schichten ausgehoben, in denen Bruchstücke von Tonwaren und Feuersteinwerkzeuge gefunden wurden. Letztmals war die Höhle 1945 bewohnt. In den umliegenden Höhlen wurden keine Hinweise auf Bewohnung festgestellt.